# Sporting Life (film 1925)
Sporting Life è un film muto del 1925 diretto da Maurice Tourneur. Prodotto e distribuito dalla Universal Pictures, aveva come interpreti Bert Lytell, Marian Nixon, Paulette Duval, Cyril Chadwick, Charles Delaney, George Siegmann, Oliver Eckhardt, Ena Gregory.
 
La sceneggiatura si basa sul lavoro teatrale omonimo di Cecil Raleigh e Seymour Hicks andato in scena a Londra il 18 ottobre 1897. Nel 1918, Tourneur aveva prodotto e diretto Sporting Life, una precedente versione cinematografica della commedia con Ralph Graves come protagonista della storia.

## Trama
Lord Woodstock ha perso tutti i suoi soldi finanziando un musical la cui stella è Olive Carteret. La sua ultima speranza è quella di vincere il Derby con Lady Luck, la sua cavalla.

## Produzione
Il film fu prodotto dall'Universal Pictures.

## Distribuzione
Il copyright del film, richiesto dalla Universal Pictures Corp., fu registrato il 16 ottobre 1925 con il numero LP21919.
Distribuito dall'Universal Pictures e presentato da Carl Laemmle, il film uscì nelle sale cinematografiche statunitensi il 29 novembre 1925.
Copia completa della pellicola si trova conservata all'UCLA Film And Television Archive di Los Angeles.